# Krásné (okres Žďár nad Sázavou)
Krásné (německy Krasna) je obec v okrese Žďár nad Sázavou v Kraji Vysočina. Žije zde 121 obyvatel.
Katastr obce se rozkládá po obou stranách historické zemské hranice Čech a Moravy. Většina katastru včetně vlastní vsi Krásné leží na Moravě, v Čechách leží všechny pozemky na levém břehu Svratky včetně samoty Mrhova, který původně náležel ke katastru sousední obce Telecí.

## Historie
První písemná zmínka o obci pochází z roku 1390.
V letech 2006–2010 působil jako starosta Milan Kubík, od roku 2010 tuto funkci zastával Aleš Suchý.
| Rok            | 1869 | 1880 | 1890 | 1900 | 1910 | 1921 | 1930 | 1950 | 1961 | 1970 | 1980 | 1991 | 2001 | 2006 | 2013 |
| Počet obyvatel | 409  | 401  | 363  | 378  | 368  | 361  | 318  | 205  | 192  | 163  | 127  | 107  | 103  | 106  | 107  |

## Pamětihodnosti
- Kostel svatého Václava
- Pomník obětem světových válek

## Části obce
- Krásné
- Mrhov

## Galerie

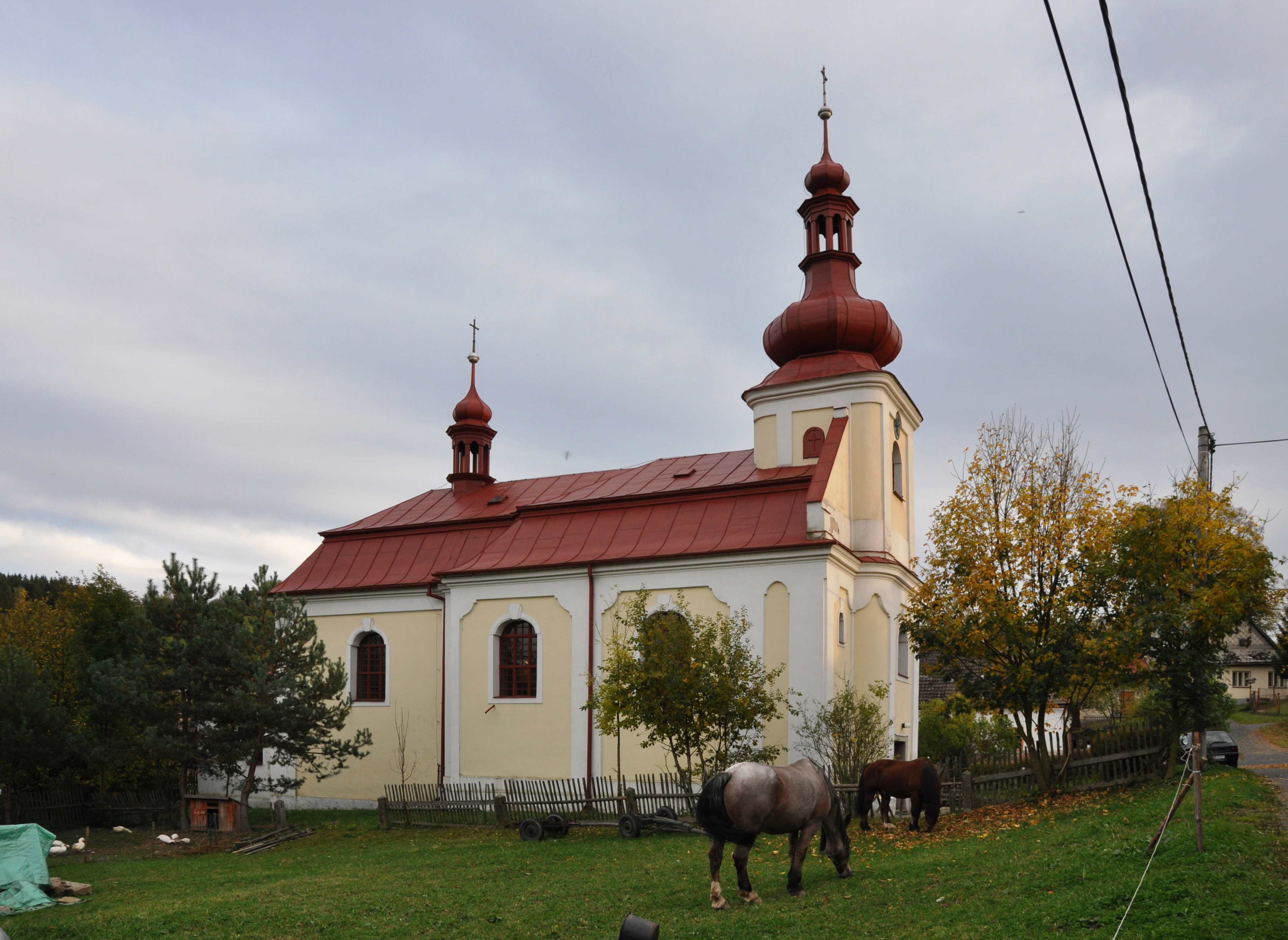
Kostel svatého Václava
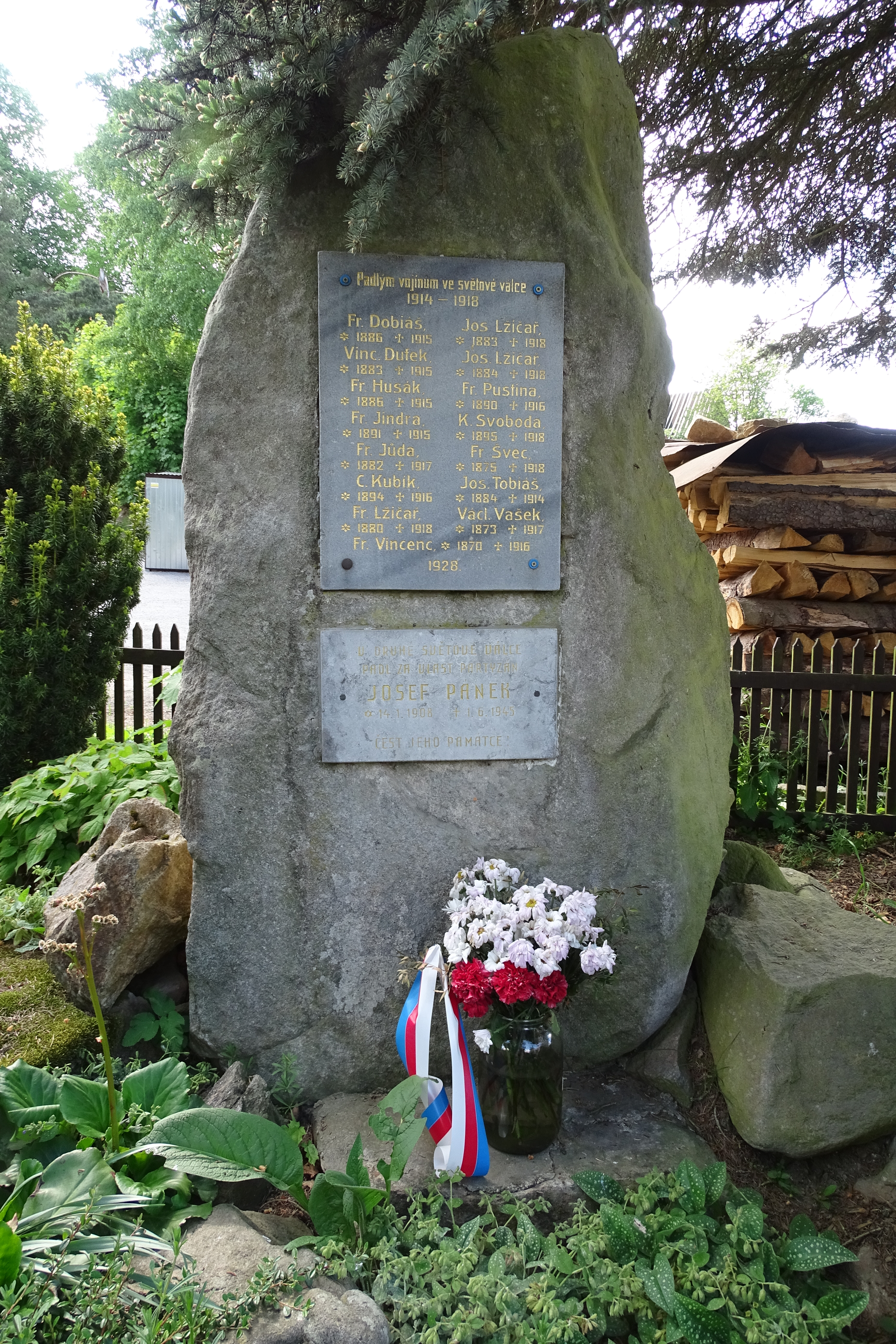
Pomník obětem války
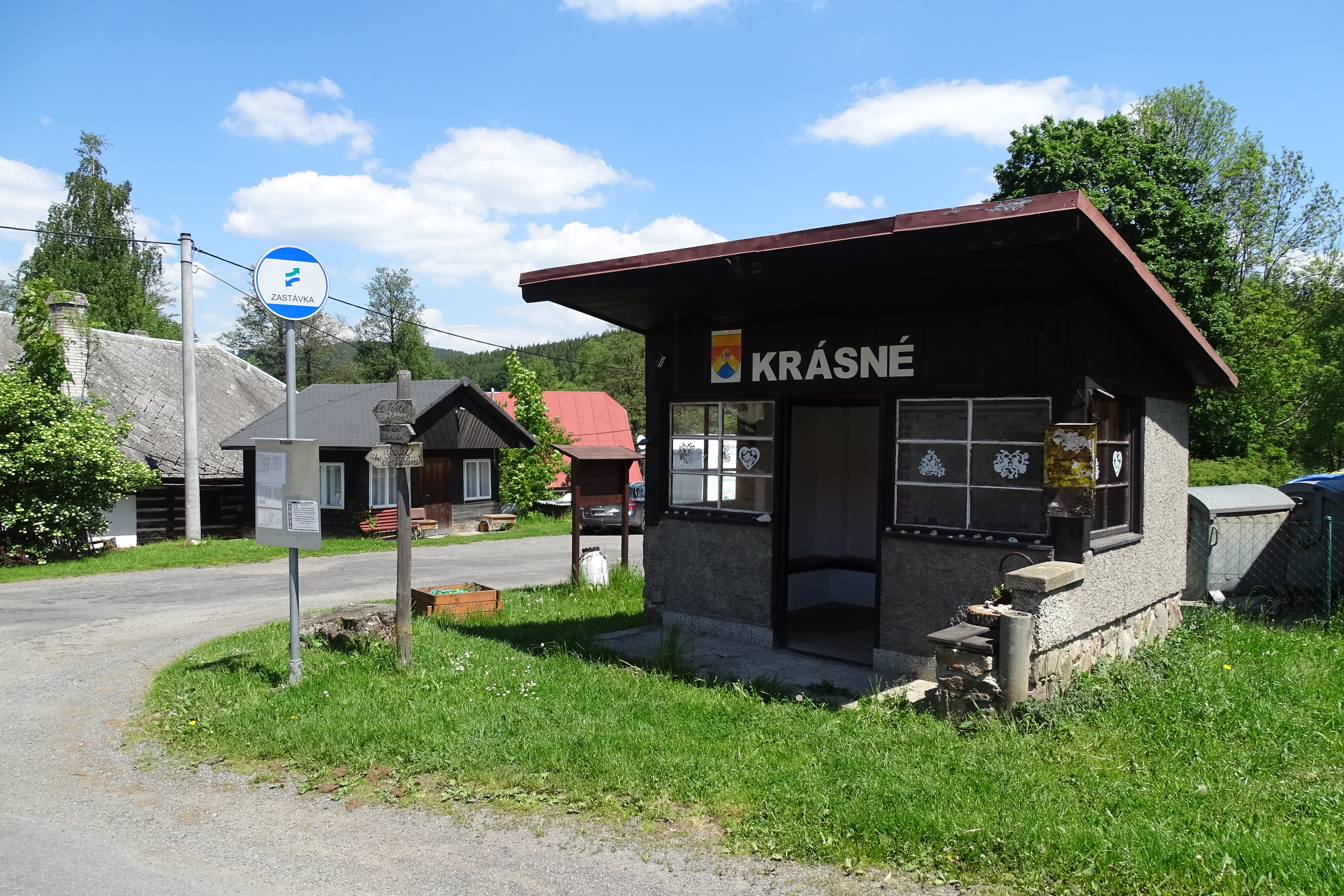
Zastávka autobusů